# Ludwig Crüwell
Ludwig Crüwell (20 mars 1892 Dortmund - 25 septembre 1958, Essen) est un général allemand de la Seconde Guerre mondiale. Il est connu pour sa participation aux opérations de l'Afrika Korps.

## Biographie
Ludwig Crüwell s’engagea dans l’armée impériale le 6 mars 1911. Après ses classes, il fut affecté dans le 9e régiment de dragons stationné à Metz, première place forte du Reich. Pendant la Première Guerre mondiale, Crüwell fut envoyé sur le front oriental en Russie. Tout d'abord Leutnant, il fut rapidement promu Oberleutnant le 7 janvier 1916. Pour sa bravoure au combat, Crüwell obtint la croix de fer. Après guerre, il poursuivit sa carrière dans l'armée allemande.
Au début de la Seconde Guerre mondiale, Ludwig Crüwell fut promu Generalmajor. Crüwell prit le commandement de l'Afrika Korps le 31 juillet 1941, sous les ordres du général Erwin Rommel qui prenait le même jour le commandement du Panzer Gruppe Afrika (groupe de blindé en Afrique). L'Afrika Korps se composait alors d'une division d'infanterie et de deux divisions de Panzer. Sa mésentente patente et ses désaccords avec Rommel nuisirent à l'efficacité de leur commandement, notamment lors de l'opération Crusader.
Le 29 mai 1942, alors qu'il effectuait une visite aérienne des troupes de l'Axe en Libye, le pilote de son Fieseler Fi 156, confondant des troupes italiennes et britanniques, se posa à côté de ces dernières. Le pilote fut blessé mortellement, mais Crüwell survécut et fut fait prisonnier. Il resta en captivité jusqu'à la fin de la guerre.
Après sa libération, il intervint comme homme d'affaires pour plusieurs sociétés industrielles de la Ruhr. En 1954, lorsque les alliés décidèrent de la mise en place d'une armée en Allemagne de l'ouest, Crüwell reprit du service. De façon ironique, il se retrouva alors sous les ordres de Bernard Montgomery, alors chargé de l'entraînement des troupes de l'OTAN.

## Distinctions
- Croix de fer (1914) IIe et Ire classe[4]
- Croix hanséatique de Hambourg[4]
- Aigle de Silésie 1er échelon
- Médaille de service de longue durée de la Wehrmacht 4e à 1re classe
- Agrafe de la croix de fer 2e et 1re classe
- Croix de chevalier de la croix de fer avec feuilles de chêne[5]
  - Croix de chevalier le 14 mai 1941
  - 34e feuilles de chêne le 1er septembre 1941
- Insigne de combat des blindés en argent
- Médaille de la valeur militaire italienne, en argent
- Bande de bras Afrika

## Sources
- Walther-Peer Fellgiebel, Die Träger des Ritterkreuzes des Eisernen Kreuzes 1939-1945. Podzun-Pallas, 2000.